# Can-Can (Film)
Can-Can ist eine US-amerikanische Musicalverfilmung des Regisseurs Walter Lang aus dem Jahr 1960. Das Drehbuch stammt von Dorothy Kingsley und Charles Lederer. Es basiert auf dem gleichnamigen Musical von Cole Porter (Musik und Gesangstexte) und Abe Burrows (Libretto). Seine Welturaufführung hatte der Film am 9. März 1960 in New York City. In Deutschland kam er zum ersten Mal am 4. Oktober 1960 ins Kino.

## Handlung
Die Geschichte spielt gegen Ende des 19. Jahrhunderts in Paris. In Simone Pistaches Café „Le bal du paradis“ am Montmartre unterhalten Tänzerinnen ihr Publikum mit dem Cancan. Eigentlich gilt dieser Tanz als unmoralisch und ist deshalb verboten; doch der Richter Paul Barriere, Vorsitzender des Polizeiausschusses, drückt gern ein Auge zu, weil er selbst den Cancan schätzt. Eines Tages aber wird dem Richter ein neuer Kollege zugeteilt, der junge Philippe Forrestier, dem dieser Tanz ein Dorn im Auge ist. Kaum hat er sein Amt angetreten, schickt er auch schon einige Polizisten in das „berüchtigte“ Lokal, und kaum sind die Tänzerinnen auf der Bühne, werden sie auch schon verhaftet. Philippes Chef und dessen Freund, der Rechtsanwalt François Durnais, entgehen nur knapp der Festnahme, denn die droht auch den Gästen des Etablissements.
Zu Forrestiers Verdruss finden sich keine Zeugen, die Unmoralisches am Cancan gesehen haben wollen. Daher versucht er es gleich am nächsten Abend wieder – und diesmal hat er Fotografen im Schlepptau, die den Skandal im Bild festhalten sollen. Er selbst mischt sich unerkannt unter die Gäste und verwickelt Simone in ein Gespräch. Dabei erfährt er, dass ihre Truppe heute ungestört tanzen könne, weil die Polizei bestochen worden sei. Simones Kollegin Claudine kann gerade noch verhindern, dass ihre Chefin dem Neugierigen verrät, wer ihre Quelle ist. Sofort bricht die Polizei den Tanz ab und verhaftet die Mädchen ein zweites Mal.
So nach und nach finden Simone und Philippe Forrestier Gefallen aneinander. Paul und François, der ebenfalls in Simone verliebt ist, wollen auf jeden Fall verhindern, dass die Liebschaft in eine Ehe mündet. Deshalb führen sie während eines Balles der besten Pariser Gesellschaft eine verfängliche Situation herbei, bei der Philippe erkennen muss, dass eine Verbindung mit Simone das Ende seiner Karriere im Polizeidienst bedeuten würde. Deshalb bricht er seine Beziehung zu ihr ab.
Im „Bal du paradis“ soll ein großes Fest für die Pariser Künstler stattfinden. Um den Ball finanzieren zu können, hat Simone von ihrem Verehrer François ein Darlehen erhalten. Bei den Vorbereitungen kommen sich die zwei wieder etwas näher. Schließlich versöhnt sich Simone auch mit Philippe, der sich auf einmal nicht mehr von ihr trennen will. Um François, dem sie eigentlich mehr gewogen ist, eins auszuwischen, weil er sie nicht heiraten will, geht Simone mit einer List vor: Als Sicherheit für die Finanzierung des Balles hat sie ihm ihr Lokal überschrieben, und als dann nach einiger Zeit die Mädels ihren Cancan zu tanzen beginnen, wird François als Geschäftsinhaber verhaftet.
François wird angeklagt. Paul Barriere sagt zu seinen Gunsten aus. Die Verhandlung endet mit einem Freispruch. Die „Liga gegen die Unmoral“ gibt sich damit jedoch nicht zufrieden. Deshalb ordnet Philippe einen Lokaltermin an. Dabei müssen die Augenzeugen erkennen, dass der Tanz als solcher eigentlich keineswegs unmoralisch ist, weil er der Unzucht nicht Vorschub leistet. Plötzlich gehen Polizisten auf Simone zu und bringen sie zu dem Wagen, in dem gewöhnlich Gefangene zum Gefängnis transportiert werden. Darin sitzt aber nur François, von dem sie weiß, dass er sie liebt; er hat sie bereits erwartet.

## Musik
Sinatra und Shirley MacLaine singen im Duett Let’s Do It (Let’s Fall in Love). Weitere bekannte Lieder sind I love Paris (im deutschsprachigen Raum auch bekannt unter dem Titel Ganz Paris träumt von der Liebe) und C’est magnifique. Cole Porters Musik erklingt im Film allerdings nicht im Original, sondern in einer Bearbeitung durch Nelson Riddle, der auch das Filmorchester dirigierte. Die Choreografie schuf Hermes Pan.

## Kritiken
„Das überlange Spiel wird durch teure Ausstattung und prominente Darsteller ansehnlich, ohne den rechten Schwung zu bekommen. Künstlerische Einfälle beweist vor allem der Choreograf Hermes Pan.“

„Cole Porters Musical, hübsch dargestellt, aber allzu bombastisch aufgedonnert und mit völlig unnötigen Albernheiten gespickt.“

## Auszeichnungen
- 1960: Laurel Awards für unter anderem Frank Sinatra und Shirley MacLaine sowie Nominierungen für Juliet Prowse und Maurice Chevalier
- 1961: Oscar-Nominierungen in den Kategorien Bestes Kostümdesign und Beste Filmmusik
- 1961: Grammy für den besten Soundtrack

## Synchronisation
Die deutsche Synchronfassung entstand 1960.
| Rolle               | Darsteller        | Synchronsprecher    |
| ------------------- | ----------------- | ------------------- |
| François Durnais    | Frank Sinatra     | Heinz Drache        |
| Simone Pistache     | Shirley MacLaine  | Gertrud Kückelmann  |
| Paul Barriere       | Maurice Chevalier | Walther Suessenguth |
| Philippe Forrestier | Louis Jourdan     | Axel Monjé          |
| Claudine            | Juliet Prowse     | Ingeborg Wellmann   |

## Quelle
- Programm zum Film: Illustrierte Film-Bühne, Vereinigte Verlagsgesellschaften Franke & Co., München, Nr. 5984.